# Sankt Sebastian (Autriche)
Pour les articles homonymes, voir Sankt Sebastian.
Sankt Sebastian est une ancienne commune autrichienne du district de Bruck-Mürzzuschlag en Styrie.